# 1030

## Родени
- Всеволод I († 1093 г.)

## Починали
- 30 април – Махмуд Газневи, газневидски владетел